# ボートの三人男
ボートの三人男（ボートのさんにんおとこ、原題 Three Men in a Boat, To Say Nothing of the Dog!）は、ジェローム・K・ジェロームの代表作。
1889年に出版されたユーモア小説で、イングランド南西部のキングストン・アポン・テムズ区からオックスフォードまでのボートでのテムズ川の旅が記されている。
当初、この本はユーモア小説ではなく歴史的、地理的な展望書として構想されていた。3人の登場人物は、作者のジェローム自身と2人の友人がモデルである（1人はのちにバークレイズ銀行の取締役になる）。3人の旅の供になる犬の存在は創作である。
日本では、大学等での英文講読テキストに用いられている。
後年ジェロームは、ヨーロッパの自転車旅行を題材に取り上げた『自転車の三人男（Three Men on the Bummel）』（1900年出版）という作品を執筆するが、売上は振るわなかった。

## 文献
- 原書新版 - ペーパーバック（Penguin Books 1994年）ISBN 0140621334
- 日本語版
  - ボートの三人男（浦瀬白雨訳、岩波文庫 1932年）。旧版・内外出版協会 1911年
  - ボートの三人男（丸谷才一訳、筑摩書房「世界ユーモア文学全集11」 1961年）
    - ボートの三人男 犬は勘定に入れません（筑摩書房「世界ユーモア文学選」 1969年）
    - ボートの三人男（中公文庫 1976年、改版2010年）

  - ボートの三人男 もちろん犬も（小山太一訳、光文社古典新訳文庫 2018年）